# MST1
MST1‏ (Macrophage stimulating 1) هوَ بروتين يُشَفر بواسطة جين MST1 في الإنسان.